# Hybalicus
Lordalychidae
Famille
Genre
Hybalicus (synonyme Lordalychus Grandjean, 1938) est le  seul genre de la famille des Lordalychidae (synonyme Hybalicidae Theron, 1974).

## Classification
La famille des Lordalychidae est décrite par l'entomologiste français François Alfred Grandjean (1882-1975) en 1939.
Le genre Hybalicus est décrit par l'entomologiste italien Antonio Berlese (1863-1927) en 1913.

## Liste des espèces
Selon Mark Judson, MNHN :
- Hybalicus ornatus (Berlese, 1904)
- Hybalicus peraltus (Grandjean, 1938)